# Sinophorus falcatus
Sinophorus falcatus är en stekelart som beskrevs av Sanborne 1984. Sinophorus falcatus ingår i släktet Sinophorus och familjen brokparasitsteklar. Inga underarter finns listade i Catalogue of Life.